# گوسبری (ماساچوست)
گوسبری (به انگلیسی: Gooseberry Island) یک جزیره خالی از سکنه در جنوب پارک طبیعی هورسنک ایالت ماساچوست قرار دارد. توفند چرخنده کارول در سال ۱۹۵۵ پوشش گیاهی این جزیره را تخریب کرد.